# Neil Wheeler
Sir Henry Neil George Wheeler GCB CBE DSO DFC AFC FRAeS (* 8. Juli 1917 in Pretoria, Südafrika; † 9. Januar 2009) ein britischer Luftwaffenoffizier der Royal Air Force, der zuletzt im Range eines Generals (Air Chief Marshal) von 1973 bis 1976 Controller Aircraft im Verteidigungsministerium war. 

## Leben

### Pilotenausbildung und Zweiter Weltkrieg

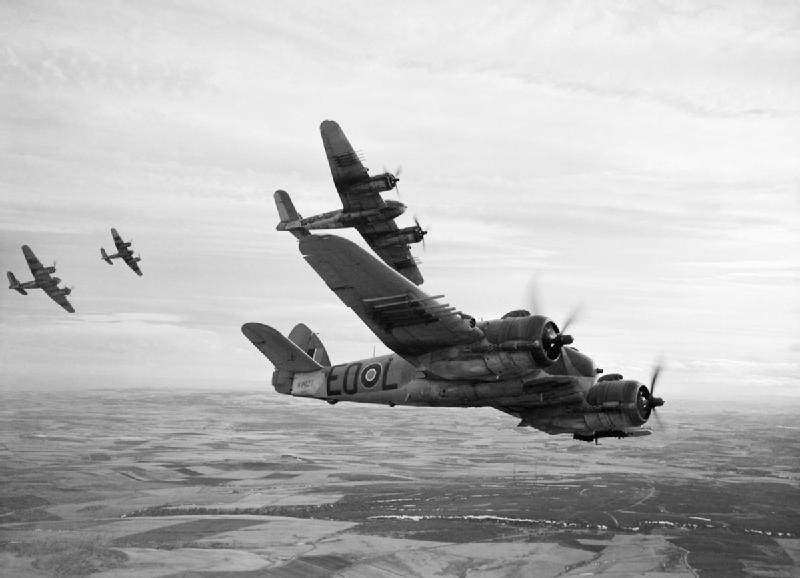
Als Staffelkapitän des North Coates Strike Wing führte er innerhalb seiner Einheit 1943 den gemeinsamen Angriff aller drei Geschwaderstaffeln mit Bristol Beaufighter-Jagdbombern ein

Wheeler, Sohn eines Offiziers der South African Police, absolvierte seine schulische Ausbildung an der Waterkloof House School in Pretoria sowie dem St Helen’s College in Southsea. 1935 begann er seine fliegerische Ausbildung mit Unterstützung durch ein Dominion-Stipendium als Flight Cadet der B-Squadron am Royal Air Force College Cranwell, der Offiziersschule der RAF. Nach Abschluss der Ausbildung wurde er am 31. Juli 1937 zum Leutnant (Pilot Officer) befördert und Pilot in der auf dem Militärflugplatz RAF Cottesmore stationierten No. 207 Squadron RAF. Dort flog er neben Fairey Gordon-Doppeldecker-Bombern, Vickers Wellesley-Bombern, Fairey Battle-Kampfflugzeugen auch Schulflugzeuge des Typs Avro Anson und wurde am 31. Januar 1939 zum Oberleutnant (Flying Officer) befördert.
Nach Beginn des Zweiten Weltkrieges wurde Wheeler im April 1940 zunächst Fliegerischer Kommandeur der zum Bomberkommando (RAF Bomber Command) gehörenden No. 12 Operational Training Unit RAF auf dem Luftwaffenstützpunkt RAF Benson. Bereits kurz darauf bat er jedoch persönlich im Luftfahrtministerium (Air Ministry) darum, als Pilot in die neue gebildete und geheime Fotografische Entwicklungseinheit PDU (Photographic Development Unit) aufgenommen zu werden. Am 18. Juni 1940 wurde er Pilot bei der daraus hervorgegangenen Fotografischen Aufklärungseinheit PRU (Photographic Reconnaissance Unit) und nahm in der Folgezeit während der Luftschlacht um England an zahlreichen Aufklärungsflügen teil. Während eines Aufklärungseinsatzes fiel sein Sauerstoffsystem aus, so dass er in einer Flughöhe von 8.500 Metern mit dem Fallschirm abspringen musste. Zu seinem Glück konnte er in einer Höhe von rund 450 Metern über Kiel gerettet werden. Anschließend befand er sich einige Wochen zur Behandlung in einem Lazarett.
Nach seiner Genesung kehrte Wheeler zu seiner Einheit zurück und nahm von Schottland und Cornwall aus an weiteren Aufklärungseinsätzen teil. Am 3. September 1940 wurde er zum Hauptmann (Flight Lieutenant) befördert. Nach Abschluss von 56 Luftaufklärungseinsätzen wurde ihm am 26. August 1941 das Distinguished Flying Cross (DFC) verliehen. Im Laufe des Jahres 1942 erlitt er bei einem Autounfall mehrere ernsthafte Verletzungen, so dass er sich abermals mehrere Monate in einem Militärkrankenhaus befand. 
Am 20. November 1942 wurde Wheeler zum Major (Squadron Leader) befördert, wobei diese Beförderung rückwirkend auf den 1. Dezember 1941 datiert wurde. Daraufhin übernahm er seinen ersten Befehlsposten, und zwar als Kommandeur (Commanding Officer) der No. 236 Squadron RAF. Diese Einheit war Teil des North Coates Strike Wing des Küstenkommandos (RAF Coastal Command) und mit Bristol Beaufighter-Jagdbombern ausgerüstet. 
Wheeler war verantwortlich für die Überprüfung der Taktik dieses Geschwaders und führte das Konzept des gemeinsamen Angriffs aller drei Staffeln des Geschwaders. Dabei bestand er darauf, dass alle Operationen durch Kampfflugzeugbegleitung stattfanden. Für seine dortigen Verdienste wurde ihm am 6. Juli 1943 eine Spange (Bar) zu seinem DFC verliehen. Zuletzt wurde er am 12. November 1943 auch mit dem Distinguished Service Order (DSO) geehrt. Nach dem darauf folgenden Besuch des RAF Staff College Bulstrode Park und des US Army Staff College wurde er 1944 selbst Kommandeur des North Coates Strike Wing sowie einige Zeit später Offizier im Stab des Kabinettsbüros.

### Stabsoffizier in der Nachkriegszeit
Nach Kriegsende wurde Wheeler im Juni 1945 Offizier im Führungsstab des RAF Staff College Bracknell und im Anschluss 1947 Stabsoffizier im Hauptquartier der Luftstreitkräfte im Fernen Osten FEAF (Far East Air Force), ehe er 1948 Kommandeur des Luftwaffenstützpunktes RAF Kuala Lumpur.
Nach seiner Beförderung zum Oberstleutnant (Wing Commander) am 1. Januar 1949 wurde Wheeler am 4. April 1949 Stabsoffizier im Hauptquartier der Luftstreitkräfte in der Föderation Malaya (Air Headquarters Malaya). Knapp drei Wochen später wurde er am 26. April 1949 mit dem Offizierskreuz des Order of the British Empire (OBE) ausgezeichnet. Einige Zeit später kehrte er 1949 nach Großbritannien zurück und wurde dort Offizier im Führungsstab der Vereinigten Stabsakademie der Streitkräfte JSSC (Joint Services Staff College) sowie 1951 Fliegerischer Kommandeur des Militärflugplatzes RAF Marham.
1953 wechselte Wheeler als Offizier in den Luftwaffenstab des Luftfahrtministeriums und war dort im Anschluss ab April 1954 Stabsoffizier in der dortigen Abteilung für operative Anforderungen. Für seine Verdienste in der Militärluftfahrt wurde er am 10. Juni 1954 auch mit dem Air Force Cross (AFC) geehrt. Am 1. Juli 1956 wurde er zum Oberst (Group Captain) befördert und übernahm am 10. April 1957 den Posten als stellvertretender Kommandant des RAF Staff College Bracknell. Am 13. Juni 1957 wurde er Commander des Order of the British Empire (CBE). Daneben fungierte er zwischen dem 18. Juni 1957 und dem 1. Januar 1961 als Aide-de-camp von Königin Elisabeth II. Zwischenzeitlich wurde er 1959 Kommandeur des zu den Luftstreitkräften in der Bundesrepublik Deutschland (RAF Germany) gehörenden Luftwaffenstützpunktes RAF Laarbruch.
Nach seiner Beförderung zum Air Commodore am 1. Januar 1961 war Wheeler Absolvent des Imperial Defence College (IDC) in London. Im Anschluss wurde er am 1. Januar 1962 Luftwaffenvertreter im Stab für Verteidigungsforschungspolitik (Defence Research Policy Staff).

### Aufstieg zum Air Chief Marshal
Am 1. Januar 1964 wurde Wheeler zum Generalmajor (Air Vice Marshal) befördert und übernahm daraufhin als Senior Air Staff Officer (SASO) den Posten als Chef des Stabes der RAF Germany. Danach kehrte er nach Großbritannien zurück und wurde am 26. April 1966 zunächst Assistierender Chef des Verteidigungsstabes für operative Anforderung (Assistant Chief of the Defence Staff (Operational Requirements)). Zwischenzeitlich wurde er am 1. Januar 1967 Companion des Order of the Bath (CB). 
Anschließend übernahm Wheeler am 8. Dezember 1967 den daraus entstandenen neugeschaffenen Posten als stellvertretender Chef des Verteidigungsstabes für operative Anforderung (Deputy Chief of the Defence Staff (Operational Requirements)). Er wurde am 1. Juli 1968 zum Generalleutnant (Air Marshal) befördert und am 1. Januar 1969 auch zum Knight Commander des Order of the Bath (KCB) geschlagen, so dass er fortan den Namenszusatz „Sir“ führen durfte. Sein Nachfolger als stellvertretender Chef des Verteidigungsstabes wurde Generalleutnant Noel Thomas, der zuvor Leiter der Abteilung für Heereseinsatzentwicklung im Verteidigungsministerium war.
Wheeler selbst löste am 10. Februar 1969 Air Marshal Rochford Hughes als Oberkommandierender (Air Officer Commanding in Chief) der Luftstreitkräfte im Fernen Osten FEAF (Far East Air Force) ab und verblieb auf diesem Posten bis zu seiner Ablösung durch Air Vice Marshal Nigel Maynard am 7. November 1970. Er selbst wurde am 1. Dezember 1970 Nachfolger von Air Chief Marshal Thomas Prickett als Vertreter der Luftstreitkräfte für Beschaffung und Organisation (Air Member for Supply and Organisation) im Luftwaffenausschuss (Air Force Board) des Verteidigungsministeriums. Als solcher wurde er am 11. März 1972 auch zum General (Air Chief Marshal). Sein Nachfolger als Air Member for Supply and Organisation wurde am 27. März 1973 Air Marshal Anthony Heward.
Zuletzt wurde Wheeler am 1. Juni 1973 Nachfolger von Air Chief Marshal Peter Fletcher Flugzeugkontrolleur (Controller Aircraft) im Verteidigungsministerium. In dieser Position war er verantwortlich für die Belieferung der RAF mit lufttüchtigen Flugzeugen, woraufhin diese dann wiederum eine Freigabebescheinigung RTS (Release to Service) ausstellten, dass das jeweilige Flugzeug einsatzfähig ist. Am 1. Januar 1975 wurde er zum Knight Grand Cross des Order of the Bath (GCB) erhoben. Am 8. November 1975 wurde er durch Air Marshal Douglas Lowe als Controller Aircraft abgelöst und schied knapp zwei Monate später am 3. Januar 1976 aus dem aktiven Militärdienst aus.

### Engagement im Ruhestand
Nach seinem Eintritt in den Ruhestand fungierte Wheeler zwischen 1977 und 1982 als Vorstandsmitglied von Rolls-Royce Ltd sowie von Flight Refuelling Holdings Ltd. Daneben war er seit 1980 auch Mitglied (Liveryman) der Gilde der Piloten und Navigatoren (Guild of Air Pilots and Air Navigators) und von 1986 bis 1987 deren Innungsmeister (Master). Ferner war er Vizepräsident der Luftfahrtorganisation Air League, Fellow der Royal Aeronautical Society (FRAeS) sowie Companion des Chartered Management Institute (CCMI).
1942 heiratete er Elizabeth Weightman, die als Offizierin der Freiwilligen Frauenluftwaffe WAAF (Women’s Auxiliary Air Force) Bildauswerterin der Luftstreitkräfte war. Aus dieser Ehe gingen zwei Söhne und eine Tochter hervor. Wheeler war zudem Onkel von General Roger Neil Wheeler, der zwischen 1997 und 2000 Chef des Heeresstabes (Chief of the General Staff) war und von 2001 bis 2009 als Konstabler des Tower.